# Sylvester Williams (football américain)
Pour les articles homonymes, voir Sylvester Williams et Williams.
(en) Statistiques sur pro-football-reference
Sylvester Williams Jr. , né le 21 novembre 1988 à Saint-Louis (Missouri), est un américain, joueur professionnel de football américain.
Il joue au poste de defensive tackle pour la franchise des Chargers de Los Angeles au sein de la National Football League (NFL).